# Jumpei Kusukami
Jumpei Kusukami (japanisch 楠神 順平 Kusukami Jumpei; * 27. August 1987 in der Präfektur Shiga) ist ein japanischer Fußballspieler.

## Karriere
Kusukami erlernte das Fußballspielen in der Universitätsmannschaft der Dōshisha-Universität. Seinen ersten Vertrag unterschrieb er 200 bei Kawasaki Frontale. Der Verein spielte in der höchsten Liga des Landes, der J1 League. Für den Verein absolvierte er 70 Erstligaspiele. 2013 wechselte er zum Ligakonkurrenten Cerezo Osaka. Am Ende der Saison 2014 stieg der Verein in die J2 League ab. Für den Verein absolvierte er 71 Ligaspiele. 2016 wechselte er zum Erstligisten Sagan Tosu. Im Juli 2016 wechselte er zu Western Sydney Wanderers. 2018 wechselte er zum Erstligisten Shimizu S-Pulse. Im August 2018 wurde er an den Zweitligisten Montedio Yamagata ausgeliehen. 2019 kehrte er zu Shimizu S-Pulse zurück.